# ジャン・ド・リーニュ
ジャン・ド・リーニュ（フランス語: Jean de Ligne, baron de Barbançon, comte d'Arenberg、1525年頃 - 1568年5月23日）は、スペイン領ネーデルラントの軍人、外交官、政治家。バルバンソン男爵、アーレンベルク伯爵。フリースラント州、フローニンゲン州、ドレンテ州、オーファーアイセル州総督（在任：1549年 - 1568年）。

## 生涯
リーニュ家の傍系であるバルバンソン男爵ルイ・ド・リーニュと、その妻でゼーフェンベルゲンの女領主であるマリー・ド・ベルジェの間の息子として生まれた。神聖ローマ皇帝・スペイン王カール5世の側近の仲間入りをし、1546年には金羊毛騎士団の騎士に叙任されている。
1547年、マルク＝アーレンベルク伯ロベール3世の妹で相続人のマルグリット（Marguerite de La Marck-Arenberg）と結婚してアーレンベルク伯爵位を受け継ぎ、アーレンベルク家の第3系統（アーレンベルク＝リーニュ家）を創始した。1549年、フリースラント州、フローニンゲン州、ドレンテ州、オーファーアイセル州の北部の4州の総督職に任命されている。
フランスと皇帝軍の戦いに参加し、1557年のサン・カンタンの戦い（Bataille de Saint-Quentin）の戦いでは、 ブラウンシュヴァイク＝ヴォルフェンビュッテル公ハインリヒ2世とともに皇帝軍の歩兵軍の左翼を指揮し、戦功を立てた。
1566年、オラニエ公ウィレム1世やエフモント伯ラモラール、ホルン伯フィリップ・ド・モンモランシーなどのプロテスタント派の有力貴族が反乱を起こした際は、スペイン王フェリペ2世に対する忠誠を守り、オラニエ公たちには与さなかった。自らの統治する北部諸州でのプロテスタント支持の流れを抑え込むことが出来なかったものの、1567年までは流血沙汰を起こすことなく平和的に任地を統治していた。しかしその後はプロテスタント反乱軍に圧されて南部へ逃亡、アルバ公の軍隊に合流する。アルバ公がエフモント伯とホルン伯を逮捕・処刑した際にはこれに反対した。
1568年、アルバ公の命令で、オラニエ公の2人の弟、ローデウェイクとアドルフが占領したフローニンゲン奪回作戦の指揮をとり、5月23日のヘイリヘルレーの戦いで戦死した。遺骸はゼーフェンベルゲンの聖カタリナ教会に埋葬されたのち、1614年にアンギャン（Enghien）のアーレンベルク家の霊廟に改めて葬られた。アーレンベルク家の当主の座は長男のシャルルが継いだ。